# Estońska Akademia Sztuki
Estońska Akademia Sztuki (est. Eesti Kunstiakadeemia) – estońska uczelnia zlokalizowana w Tallinnie.

## Historia
Uczelnia została utworzona 17 października 1914 roku jako Tallińska Szkoła Sztuki i Rzemiosła Estońskiego Towarzystwa Sztuki. Jej status został zatwierdzony przez rosyjskie Ministerstwo Handlu i Przemysłu przed wybuchem I wojny światowej. W 1924 roku została przemianowana na Państwową Szkołę Sztuki i Rzemiosła.
W 1940 roku Państwowa Szkoła Sztuki i Rzemiosła została połączona z innymi szkołami artystycznymi w jedną organizację: Państwową Szkołę Sztuki Stosowanej, której nadano imię Jaana Koorta. W latach 1942–1944, pod okupacją niemiecką, uczelnia działała jako Tallińska Szkoła Sztuk Pięknych i Stosowanych. W marcu 1944 po bombardowaniach Tallinna została zamknięta i ponownie otwarta pod koniec tego roku jako Talliński Państwowy Instytut Sztuk Stosowanych. 
W 1950 roku władze radzieckie zdecydowały o połączeniu Tallińskiego Państwowego Instytutu Sztuk Stosowanych z Państwowym Instytutem Sztuki w Tartu, tworząc Państwowy Instytut Sztuki Estońskiej Socjalistycznej Republiki Radzieckiej (ERKI - Eesti NSV Riiklik Kunstiinstituut). Jeszcze przed odzyskaniem niepodległości przez Estonię, nazwę zmieniono na Estoński Uniwersytet Sztuki, a następnie na obecną nazwę - Estońska Akademia Sztuki.

## Struktura organizacyjna
W ramach uczelni działają następujące jednostki badawcze:
- Wydział Architektury
- Wydział Sztuki i Kultury
- Wydział Designu
- Wydział Sztuk Pięknych